# Jakob Fuglsang
Jakob Diemer Fuglsang (Genève, 22 maart 1985) is een Deens voormalig wegwielrenner en mountainbiker.

## Carrière

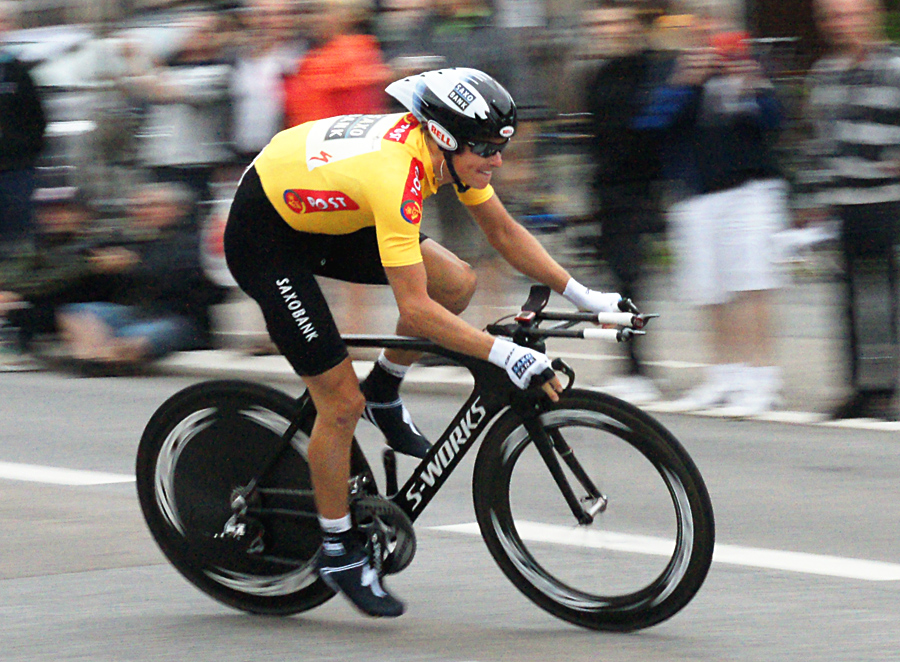
Jakob Fuglsang in 2009

Jakob Fuglsang behaalde al bij de jeugdcategorieën talloze ereplaatsen in Deense en Europese kampioenschappen mountainbike. Hij verwierf naambekendheid bij het publiek door zijn eindzege in de Ronde van Denemarken in 2008, wat hem meteen een contractaanbieding van het Deense Team Saxo Bank opleverde. Hij eindigde als 25e in de olympische mountainbikerace op de Olympische Spelen 2008 in Peking.
2009
In 2009 zette hij een stap hogerop in zijn nog steeds prille carrière. Na een behoorlijke Ronde van het Baskenland, waarin hij bij de beste twintig eindigde, liet hij erg mooie dingen zien in de Ronde van Catalonië. Een zesde plaats in het eindklassement was het logische gevolg.
In de Dauphiné Libéré deed hij het opnieuw voortreffelijk. Hij behaalde twee keer een vijfde plaats, waaronder in de rit met aankomst op de Mont Ventoux. Hij sloot de Dauphiné af op een zesde plaats, ondanks het sterke deelnemersveld met onder meer renners als Alejandro Valverde, Cadel Evans, Alberto Contador en Robert Gesink. Zijn goede vormpeil trok hij door tot de Ronde van Slovenië, waarin hij mede dankzij winst in de eerste etappe de eindwinst in de wacht wist te slepen. Hij sloot een sterkte juni-maand af met een derde plaats op het Deens kampioenschap tijdrijden.
In de aanloop naar de eerste grote ronde uit zijn carrière, de Vuelta, was hij opnieuw op de afspraak in de Ronde van Denemarken. Na een sterke prestatie in de koninginnenrit, waardoor hij de leiderstrui veroverde, hield hij nog net stand in de afsluitende tijdrit. Daardoor werd hij voor de tweede opeenvolgende keer eindwinnaar in de ronde van zijn eigen land.
Voor de Vuelta waren de verwachtingen alvast hoog gespannen, maar doordat hij in de eerste week tegen een geparkeerde bestelwagen aan reed, waren zijn prestaties iets minder. Toen hij het klassement had opgegeven, besloot hij resoluut voor een ritzege te gaan. In de veertiende etappe zat hij in de goede vlucht, maar moest hij zijn meerdere erkennen in Damiano Cunego. Wel was hij in die rit samen met de Italiaan de enige die de klassementsrenners kon voorblijven.
2011
Fuglsang won samen met onder anderen Fabian Cancellara de ploegentijdrit van de Vuelta waarna hij de rode leiderstrui aan mocht trekken.
2016
Fuglsang behaalde zilver in de wegwedstrijd op de Olympische Spelen in Rio de Janeiro. Hij verloor de sprint om de gouden medaille van Greg Van Avermaet.
2017
Fuglsang wint zijn eerste (individuele) koers op World Tour niveau in het Critérium du Dauphiné. Hij wint de 6de etappe in een sprint met een kleine groep voor Richie Porte en Chris Froome. Hij weet ook de laatste etappe en het eindklassement te winnen in diezelfde editie. Fuglsang startte vervolgens met hoge verwachtingen in de Tour de France. Hij stapte echter al af in de dertiende etappe naar Foix. Twee dagen daarvoor had Fuglsang bij een val breukjes in het spaakbeen en elleboog opgelopen. Terwijl Fuglsang afstapte, droeg zijn ploegmaat Fabio Aru de gele trui.

## Palmares

### Overwinningen
2002
 Deens kampioen crosscountry, junioren
2003
 Deens kampioen crosscountry, junioren
2006
GP Århus
 Deens kampioen crosscountry, elite
2007
 Wereldkampioen mountainbiken, beloften
 Deens kampioen marathon, elite
2008
Eindklassement Ronde van Denemarken
2009
1e etappe Ronde van Slovenië
Eind-, punten- en bergklassement Ronde van Slovenië
3e etappe Ronde van Denemarken
Eindklassement Ronde van Denemarken
2010
 Deens kampioen tijdrijden, elite
Eindklassement Ronde van Denemarken
2011
3e etappe Ronde van Denemarken
1e etappe (TTT) Ronde van Spanje
2012
Eindklassement Ronde van Luxemburg
 Deens kampioen tijdrijden, elite
4e etappe Ronde van Oostenrijk
Eindklassement Ronde van Oostenrijk
2013
1e etappe (TTT) Ronde van Spanje
2016
1e etappe (TTT) Ronde van Trentino
2017
6e en 8e etappe Critérium du Dauphiné
Eindklassement Critérium du Dauphiné
2e etappe Ronde van Almaty
2018
4e etappe Ronde van Romandië
2019
Bergklassement Ronde van Murcia
Eindklassement Ruta del Sol
5e etappe Tirreno-Adriatico
Luik-Bastenaken-Luik
Eindklassement Critérium du Dauphiné
16e etappe Ronde van Spanje
2020
1e en 3e etappe Ruta del Sol
Eind- en Puntenklassement Ruta del Sol
Ronde van Lombardije
2022
Mercan’Tour Classic Alpes-Maritimes

### Resultaten in voornaamste wedstrijden
| Jaar | Ronde van Italië | Ronde van Frankrijk | Ronde van Spanje |
| ---- | ---------------- | ------------------- | ---------------- |
| 2008 |                  |                     |                  |
| 2009 |                  |                     | 56e              |
| 2010 |                  | 49e                 |                  |
| 2011 |                  | 49e                 | 10e              |
| 2012 |                  |                     |                  |
| 2013 |                  | 7e                  | 29e              |
| 2014 |                  | 36e                 |                  |
| 2015 |                  | 23e                 |                  |
| 2016 | 12e              | 52e                 |                  |
| 2017 |                  | opgave              |                  |
| 2018 |                  | 12e                 |                  |
| 2019 |                  | opgave              | 13e (1)          |
| 2020 | 6e               |                     |                  |
| 2021 |                  | opgave              |                  |
| 2022 |                  | opgave              |                  |
| 2023 |                  |                     |                  |
| 2024 |                  | 38e                 |                  |
| 2025 | 81e              |                     |                  |

| Jaar | Milaan-San Remo | Ronde van Vlaanderen | Amstel Gold Race | Luik-Bast.‑Luik | Ronde van Lombardije | Waalse Pijl | Strade Bianche | Clásica San Sebastián |  | WK op de weg |  | Wereldranglijsten |
| ---- | --------------- | -------------------- | ---------------- | --------------- | -------------------- | ----------- | -------------- | --------------------- |  | ------------ |  | ----------------- |
| 2008 |                 |                      |                  |                 |                      |             |                |                       |  | opgave       |  |                   |
| 2009 |                 |                      | 31e              | 85e             | 16e                  | 115e        |                |                       |  | 43e          |  | 50e (UWK)         |
| 2010 |                 |                      | 79e              | 57e             | 4e                   | opgave      |                | 31e                   |  |              |  | 37e (UWK)         |
| 2011 |                 |                      | 4e               | 31e             | 39e                  | 70e         |                | opgave                |  | 26e          |  | 31e (UWT)         |
| 2012 |                 |                      |                  |                 |                      |             |                |                       |  | opgave       |  |                   |
| 2013 |                 |                      | 17e              | 32e             |                      | 69e         |                | 37e                   |  | 21e          |  | 30e (UWT)         |
| 2014 |                 |                      | 29e              | 26e             |                      | 19e         |                |                       |  |              |  | 55e (UWT)         |
| 2015 |                 |                      | 17e              | 9e              |                      | 8e          |                | 11e                   |  |              |  | 63e (UWT)         |
| 2016 |                 | 25e                  |                  | 68e             | 20e                  |             | 11e            |                       |  |              |  | 106e (UWT)        |
| 2017 |                 |                      | 52e              | 15e             | opgave               | 22e         |                |                       |  |              |  | 48e (UWT)         |
| 2018 |                 |                      | 8e               | 10e             | 20e                  | 16e         |                |                       |  | 20e          |  | 28e (UWT)         |
| 2019 |                 |                      | ↑                | ↑               | 4e                   | ↑           | ↑              |                       |  | 12e          |  | (UWR)             |
| 2020 |                 |                      |                  |                 | ↑                    |             | 5e             |                       |  | 5e           |  | 5e (UWR)          |
| 2021 |                 |                      | 38e              | 12e             |                      | 17e         | 9e             |                       |  |              |  |                   |
| 2022 |                 |                      | 16e              | 13e             | 71e                  | 53e         | 36e            |                       |  | 56e          |  |                   |
| 2023 |                 |                      |                  |                 | 62e                  |             |                | 19e                   |  |              |  |                   |
| 2024 | 142e            |                      | 76e              | 84e             | 54e                  | opgave      |                |                       |  | opgave       |  |                   |
| 2025 | 83e             |                      |                  | 96e             |                      |             | 43e            |                       |  |              |  |                   |

### Resultaten in kleinere rondes
| Jaar | Ronde van de Verenigde Arabische Emiraten | Parijs-Nice | Tirreno-Adriatico | Ronde van Catalonië | Ronde van het Baskenland | Ronde van Romandië | Critérium du Dauphiné | Ronde van Zwitserland | Ronde van Polen | Ronde van Peking / Ronde van Guangxi |
| ---- | ----------------------------------------- | ----------- | ----------------- | ------------------- | ------------------------ | ------------------ | --------------------- | --------------------- | --------------- | ------------------------------------ |
| 2009 |                                           | 27e         |                   | 6e                  | 17e                      |                    | 6e                    |                       |                 |                                      |
| 2010 |                                           | 92e         |                   |                     | 36e                      |                    |                       | ↑                     |                 |                                      |
| 2011 |                                           | opgave      |                   |                     |                          |                    |                       | 4e                    |                 |                                      |
| 2012 |                                           |             |                   | opgave              |                          | opgave             |                       | 25e                   |                 |                                      |
| 2013 |                                           | opgave      |                   | 11e                 | 31e                      |                    | 4e                    |                       |                 |                                      |
| 2014 |                                           | 5e          |                   | 11e                 |                          | 7e                 | 10e                   |                       |                 |                                      |
| 2015 |                                           | 7e          |                   |                     |                          | 17e                |                       | opgave                |                 |                                      |
| 2016 |                                           |             | 13e               |                     |                          |                    |                       |                       |                 |                                      |
| 2017 |                                           | 12e         |                   | 15e                 | 63e                      |                    | (2)                   |                       |                 | 29e                                  |
| 2018 |                                           | 14e         |                   |                     |                          | 4e (1)             |                       | ↑                     |                 |                                      |
| 2019 |                                           |             | ↑ (1)             |                     | 4e                       |                    | ↑                     |                       |                 |                                      |
| 2020 |                                           |             | 14e               |                     |                          |                    |                       |                       | ↑               |                                      |
| 2021 |                                           |             | 21e               |                     | 15e                      |                    |                       | ↑                     |                 |                                      |
| 2022 |                                           |             | 41e               |                     |                          | 29e                |                       | ↑                     |                 |                                      |
| 2023 | opgave                                    |             |                   |                     |                          |                    |                       | opgave                |                 |                                      |
| 2024 |                                           | 49e         |                   |                     |                          |                    |                       |                       |                 |                                      |

(*) tussen haakjes aantal individuele etappe-overwinningen

### Olympische Spelen
2008: 25e mountainbike
2012: 15e individuele tijdrit, 12e wegwedstrijd
2016:  wegwedstrijd
2021: 12e wegwedstrijd

## Ploegen
- 2005 –  Heijdens-Ten Tusscher (MTB)
- 2006 –  Cannondale-Vredestein (MTB)
- 2006 –  Team Designa Køkken
- 2007 –  Cannondale-Vredestein (MTB)
- 2007 –  Team Designa Køkken
- 2008 –  Cannondale-Vredestein (MTB)
- 2008 –  Team Designa Køkken
- 2008 – → Team CSC Saxo Bank (stagiair vanaf 1 augustus)
- 2009 –  Team Saxo Bank
- 2010 –  Team Saxo Bank
- 2011 –  Leopard Trek
- 2012 –  RadioShack-Nissan-Trek
- 2013 –  Astana Pro Team
- 2014 –  Astana Pro Team
- 2015 –  Astana Pro Team
- 2016 –  Astana Pro Team
- 2017 –  Astana Pro Team
- 2018 –  Astana Pro Team
- 2019 –  Astana Pro Team
- 2020 –  Astana Pro Team
- 2021 –  Astana-Premier Tech
- 2022 –  Israel-Premier Tech
- 2023 –  Israel-Premier Tech
- 2024 –  Israel-Premier Tech
- 2025 –  Israel-Premier Tech tot 1 juni [1]

Arvesen ·
Bak ·
Blaudzun · 
Bøchman ·
Breschel ·
Cancellara     ·
Cuesta ·
Goss ·
Haedo ·
Hoestov ·
Johansen (tot 30/04) ·
Julich ·
Klostergaard ·
Kolobnev ·
Kroon ·
Larsson ·
Ljungqvist ·
Lund ·
McCartney ·
McGee · 
O'Grady ·
Sastre ·
A. Schleck ·
F. Schleck ·
C. A. Sørensen ·
N. Sørensen · 
Steensen ·
Van Goolen ·
Voigt ·
Bellis (stagiair) ·
Didier (stagiair) · 
Fuglsang (stagiair)
Arvesen ·
Bak ·
Bellis · 
Bøchman ·
Breschel ·
Cancellara     ·
Fuglsang ·
Goss ·
Haedo ·
Høj ·
Klemme ·
Klostergaard ·
Kolobnev ·
Kroon ·
Larsson ·
Ljungqvist ·
Lund ·
McCartney ·
Mørkøv · 
O'Grady ·
Rasmussen ·
A. Schleck ·
F. Schleck ·
C. A. Sørensen ·
N. Sørensen · 
Steensen ·
Van Goolen ·
Voigt
Bellis · 
Breschel ·
Cancellara       ·
Cooke ·
Didier ·
Fuglsang ·
J. J. Haedo ·
L. S. Haedo ·
Høj ·
Jørgensen ·
Klemme ·
Klostergaard ·
Larsson ·
Lund ·
Marycz ·
Mørkøv ·
O'Grady ·
Porte ·
Rasmussen ·
A. Schleck ·
F. Schleck ·
C. A. Sørensen ·
N. Sørensen · 
Steensen ·
Voigt
Bennati ·
Cancellara     ·
Clarke ·
Denifl ·
Feillu ·
Fuglsang ·
Gerdemann ·
Klemme ·
Lund ·
Monfort ·
Mortensen ·
Nizzolo ·
O'Grady ·
Pedersen ·
Pires ·
Posthuma ·
Rohregger · 
A. Schleck ·
F. Schleck ·
Stamsnijder ·
Viganò ·
Voigt ·
Wagner ·
Wegmann ·
Weylandt (tot 09/05) ·
Zaugg ·
Selig (stagiair) 
Bakelants ·
Bennati ·
Bennett ·
Busche ·
Cancellara   ·
Didier ·
Fuglsang ·
Gallopin ·
Gerdemann ·
Hermans ·
Horner ·
Irizar ·
King ·
Klöden ·
Machado ·
Monfort ·
Nizzolo ·
Oliveira ·
Popovytsj ·
Posthuma ·
Rast ·
Rohregger · 
Roulston ·
A. Schleck ·
F. Schleck ·
Sergent ·
Voigt ·
Wagner ·
Zaugg ·
Zubeldia
Agnoli ·
Aru ·
Bazajev ·
Božič ·
Brajkovič ·
Dyaçenko ·
Fuglsang ·
Gasparotto ·
Gavazzi ·
Groezdev ·
Guardini ·
Guarnieri ·
Hryvko ·
Huffman ·
Iglinski · 
Kamışev ·
Kangert ·
Kasjetsjkin ·
Kessiakoff ·
Loetsenko ·
Moeravjov ·
Nibali ·
Ponzi ·
Seeldraeyers · 
Silin · 
Tiralongo · 
Tlewbajev ·
Vanotti ·
Zejts
Agnoli · Aru · Božič · Brajkovič · Dyaçenko · Fominykh · Fuglsang · Gasparotto · Gavazzi · Groezdev · Guardini · Guarnieri · Hryvko · Huffman · V.Iglinski · M.Iglinski · Kamışev · Kangert · Kessiakoff · Landa · Loetsenko · Moeravjov · Nibali · Scarponi · Tiralongo · Tlewbajev · Vanotti · Westra · Zejts · Ayazbajev (stagiair) · Davïdenok (stagiair) · Qojatajev (stagiair)
Agnoli · Aru · Ayazbajev · Boom · Božič · Cataldo · De Vreese · Dyaçenko · Fominykh · Fuglsang · Groezdev · Guardini · Hryvko · Kamışev · Kangert · Landa · Loetsenko · López · Malacarne · Nibali · Qojatajev · Rosa · Sánchez · Scarponi · Taaramäe · Tiralongo · Tlewbajev · Vanotti · Westra · Zejts
Agnoli · Aru · Ayazbajev · Boom · Capecchi · Cataldo · De Vreese · Fominykh · Fuglsang · Groezdev · Guardini · Hryvko · Kamışev · Kangert · Loetsenko · López · Malacarne · Nibali · Ömirzaqov · Qojatajev · Rosa · Sánchez · Scarponi · Smukulis · Tiralongo · Tlewbajev · Vanotti · Westra · Zacharov · Zejts · Bïjigitov (stagiair) · Koelimbetov (stagiair)
Aru · Bilbao · Bïjigitov · Breschel · Cataldo · De Vreese · Fominykh · Fuglsang · Gatto · Groezdev · Hansen · Hryvko · Kamışev · Kangert · Korsæth · Loetsenko · López · Minali · Moser · Qojatajev · Sánchez · Scarponi · Stalnov · Tiralongo · Tlewbajev · Tsjernetski · Valgren · Zacharov · Zejts · Gïdïç (stagiair) · Lauk (stagiair)
Bilbao · Bïjigitov · Cataldo · Cort · De Vreese · Fominykh · Fraile · Fuglsang · Gatto · Gïdïç · Groezdev · Hansen · Hirt · Houle · Hryvko · Kangert · Korsæth · Loetsenko · López · Minali · Moser · Qojatajev · Sánchez · Stalnov · Tlewbajev · Tsjernetski · Valgren · Villella · Zacharov · Zejts
Ballerini · Bilbao · Bïjigitov · Boaro · Bohórquez · Cataldo · Contreras · Cort · De Vreese · Fominykh · Fraile · Fuglsang · Gïdïç · Gregaard · Groezdev · Hirt · Houle · G. Izagirre · J. Izagirre · Kudus · Loetsenko · López · Natarov · Sánchez · Stalnov · Villella · Zacharov · Zejts
Aranburu · Bïjigitov · Boaro · Bohórquez · Contreras · De Vreese · Felline · Fominykh · Fraile · Fuglsang · Gïdïç · Gregaard · Groezdev · Houle · G. Izagirre · J. Izagirre · Kudus · Loetsenko · López · Martinelli · Natarov · Pronskïÿ · Rodríguez · Sánchez · Stalnov · Tejada · Vlasov · Zacharov
Aranburu · Battistella · Boaro · Broesenski · Contreras · de Bod · Fjodorov · Felline · Fraile · Fuglsang · Gïdïç · Gregaard · Groezdev · Houle · G. Izagirre · J. Izagirre · Kudus · Loetsenko · Martinelli · Natarov · Perry · Piccolo tot 31 mei · Pronskïÿ · Rodríguez · Romo · Sánchez · Sobrero · Stalnov · Tejada · Vlasov · Zacharov
Barbier · Berwick · Bevin · Biermans · Boivin · Brändle · Cataford · Clarke · De Marchi · Dowsett · Einhorn · Froome · Fuglsang · Goldstein · Hagen · Hermans · Hollenstein · Houle · Impey · Jones · Neilands · Niv · Nizzolo · Piccoli · Sagiv (tot 3/8) · Strong · Teuns (vanaf 5/8) · Van Asbroeck · Vanmarcke · Woods · Würtz Schmidt · Zabel · Riccitello (stagiair)
Berwick · Boivin · Clarke · Einhorn · Frigo · Froome · Fuglsang · Gee · Goldstein · Hermans · Hollenstein · Hollyman · Houle · Impey · Jones · Neilands · Nizzolo · Pozzovivo (vanaf 6/3) · Reynders · Riccitello · Sagiv · Schultz · Strong · Teuns · Van Asbroeck · Vanmarcke (tot 7/7) · Williams · Woods · Würtz Schmidt · Zabel · Gilmore (stagiair) · Sheehan (stagiair)
Ackermann · Bennett · Blackmore (vanaf 3/5) · Boivin · Clarke · Einhorn · Frigo · Froome · Fuglsang · Gee · Hofstetter · Hollyman · Houle · Kogut · Neilands · Pickrell · Raisberg · Riccitello · Sagiv · Schultz · Schwarzmann · Sheehan · Stewart · Strong · Teuns · Van Asbroeck · Vernon · Williams · Woods · Würtz Schmidt · Zabel (tot 2/5) · Brown (stagiair)